# Kappa (sinh vật truyền thuyết)

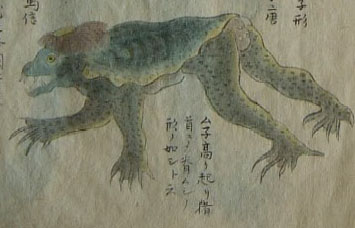
Bức vẽ một con kappa được cho là bắt bằng lưới tại bờ biển phía đông Mito vào năm 1801.

Kappa (河童 Hà Đồng), là một loài thủy quái trong truyền thuyết của người Nhật. Kappa là âm đọc tỉnh lược của Kawa wappa, cũng bắt nguồn từ chữ Kawa warawa, đôi khi còn được gọi là Gataro (川太郎 Xuyên thái lang) đều chỉ đứa trẻ con sống ở ngoài sông hay hồ chuôm, hoặc Suiko (Thủy hổ), do mặt của nó nhìn chính diện có hình tròn gần giống mặt hổ. Một con kappa có tóc được gọi là Hyōsube (ひょうすべ). Có hơn 8 tên khác của kappa ở các vùng khác nhau của Nhật Bản bao gồm  kawappa, gawappa, kōgo, mizushi, mizuchi, enkō, kawaso, suitengu, và dangame.

## Đặc điểm
Kappa được miêu tả như một tiểu yêu, một quái vật cao cỡ như đứa trẻ bốn hoặc năm tuổi nặng khoảng trên dưới 20 kg, hình dạng gần giống loài tinh tinh, đầu bờm xờm tóc, mũi dài khoằm,miệng như mỏ quạ, mặt và mắt tròn, có râu màu nâu dưới cằm, da xanh xám có thể thay đổi màu sắc tùy theo môi trường, tay chân có 5 ngón và có màng, bụng có một chiếc túi đựng đồ vật, thân thể có mùi tanh như cá. Kappa sống được cả ở dưới nước và trên cạn. Trên đỉnh đầu có một cái đĩa hình bầu dục đựng nước, khi lên trên cạn nếu cái đĩa này còn đầy nước thì Kappa vẫn còn có sức mạnh. Kappa rất thích ăn dưa chuột, trứng, trái cây và gan người. Môi trường sống của kappa chủ yếu là ở các dòng sông, kênh nước nên Kappa là một con vật bơi rất giỏi, nhưng cũng rất nhanh nhẹn khi lên trên cạn. Kappa được biết đến với hành động lôi người xuống nước và rút gan của họ qua đường hậu môn. Chúng thường gọi nhau bằng âm điệu "quắc, quắc". Nếu trêu chọc chúng sẽ khóc như một đứa trẻ, nếu làm vừa lòng chúng sẽ đền ơn. Mặc dù kappa thỉnh thoảng hãm hại mọi người, nhưng cũng có những câu chuyện về việc Kappa giúp con người.

## Trong văn hóa
Trong đời sống văn hóa của người Nhật Bản Kappa hiện hữu trong nhiều trường hợp, Kappa bơi lội rất giỏi nên người ta hay ví những người bơi giỏi là kappa. Cũng có một câu thành ngữ là "Kappa no kawa nagare" nghĩa là "thậm chí bơi giỏi như kappa cũng có lúc chết đuối". Vì kappa thích ăn dưa chuột, ngày nay trẻ em thôn quê Nhật Bản trước khi ra sông bơi thường quẳng dưa chuột xuống sông làm lễ vật lấy lòng kappa, tránh khỏi bị chúng trêu ghẹo. Trong ẩm thực Nhật có một món Sushi cuộn dưa chuột có tên là kappa maki. Kiểu tóc "Okappa" là một kiểu tóc ở Nhật Bản vì nó trông giống tóc bù xù của loài kappa. Kappa còn là một nhân vật phổ biến trong nhiều truyện tranh (emaki), truyện ngắn, phim hoạt hình của Nhật Bản. Du khách tới Nhật có thể thêm mục đi tìm kappa trong chương trình thăm thú ngoạn cảnh của mình, bằng cách đến vùng Mito hay đi bơi ở trên sông Oise gần Nagoya. Và đặc biệt, Kappa là nhân vật chính trong tiểu thuyết trào phúng xuất sắc mang tên Kappa của nhà văn Nhật Bản Akutagawa Ryunosuke (1892-1927). Trong truyện Tây Du Ký (phiên bản của Nhật), nhân vật Sa Tăng là một kappa.